# Марко Булат
Ма́рко Бу́лат (хорв. Marko Bulat; нар. 26 вересня 2001, Шибеник) — хорватський футболіст, півзахисник польського клубу «Ракув».

## Клубна кар'єра

### «Шибеник»
Вихованець клубу «Шибеник», в академії якого став займатися 2010 року. 26 вересня 2017 року дебютував за основний склад «Шибеника» в матчі Першої ліги (другий дивізіон чемпіонату Хорватії) проти «Вараждина». 17 жовтня 2018 року забив свій перший гол за «Шибеник», відзначившись у поєдинку проти «Хайдука Б».
В сезоні 2019–20 провів за «Шибеник» 20 матчів, допомігши команді виграти Першу лігу та підвищитись в класі.
15 серпня 2020 року дебютував в Першій лізі в поєдинку проти «Рієки», в якому також відзначився і забитим голом. Сезон 2020-21 провів як капітан «Шибеника», зігравши 32 матчі та забивши 3 м'ячі.

### «Динамо» (Загреб)
11 лютого 2021 року став гравцем загребського «Динамо». Одразу після переходу залишився у «Шибенику» на правах оренди до кінця сезону 2021–22.
23 липня 2021 року дебютував за основну команду «Динамо» (Загреб) в матчі чемпіонату Хорватії проти клубу «Хрватскі Драговоляц», замінивши Йосипа Мишича. 4 серпня в поєдинку кваліфікації Ліги чемпіонів УЄФА проти варшавської «Легії» дебютував в єврокубках. 3 жовтня 2021 року в матчі проти «Хрватскі Драговоляц» забив свій перший гол за «Динамо».
У березні 2022 року зламав ногу і через цю травму пропустив півроку, вперше з'явившись на полі у вересні 2022 року. У своєму дебютному сезоні в «Динамо» зіграв 22 поєдинки, ставши чемпіоном Хорватії.
В липні 2022 року став володарем Суперкубка Хорватії, втім гру пропустив через травму. 18 вересня 2022 року вперше вийшов на поле після травми в поєдинку проти «Локомотиви». Всього в сезоні 2022–23 провів 27 ігор, здобувши друге поспіль чемпіонство з «Динамо».
15 липня 2023 року грав у матчі за Суперкубок Хорватії проти «Хайдука», допомігши своїй команді здобути трофей. 15 серпня 2023 року в поєдинку кваліфікації Ліги чемпіонів УЄФА проти грецького «АЕКа» забив свій перший гол в єврокубках. В сезоні 2023–24 забив 7 голів в 38 матчах за «Динамо», допомігши команді оформити золотий дубль (у 13-й раз): виграти чемпіонат Хорватії та Кубок Хорватії.

#### Оренда в «Стандард»
2 липня 2024 року на правах оренди перейшов в бельгійський «Стандард» до кінця сезону з правом викупу. Дебютував за «Стандард» 28 липня 2024 року в матчі Про-ліги проти «Генка», вийшовши в стартовому складі. Вже в наступній грі 4 серпня забив свій перший гол за клуб, відзначившись у поєдинку Про-ліги переможним голом у воротах «Брюгге» (1–0). Всього за час оренди провів 32 матчі, відзначившись одним м'ячем.

### «Ракув»
1 серпня 2025 року став гравцем польського «Ракува», підписавши п'ятирічний контракт. 7 серпня дебютував за нову команду в матчі кваліфікації Ліги конференцій УЄФА проти ізраїльського «Маккабі» (Хайфа), замінивши Оскара Репку.

## Кар'єра в збірній
Виступав за збірні Хорватії до до 16, до 17, до 18, до 19, до 20 років і до 21 року.
За збірну до 21 року дебютував 12 жовтня 2021 року в матчі відбіркового турніру до чемпіонату Європи 2023 проти збірної Азербайджану. В червні 2023 року потрапив в заявку збірної до 21 року на молодіжний чемпіонат Європи в Румунії та Грузії, де провів усі три поєдинки групового етапу, а хорвати посіли 3-тє місце в своїй групі.

## Особисте життя
Син Йосипа Булата та племінник Івана Булата, в минулому — гравців «Шибеника».

## Статистика виступів
Станом на 7 серпня 2025
| Клуб              | Сезон             | Чемпіонат         | Чемпіонат | Чемпіонат | Кубок | Кубок | Єврокубки | Єврокубки | Інші  | Інші | Всього | Всього |
| Клуб              | Сезон             | Дивізіон          | Матчі     | Голи      | Матчі | Голи  | Матчі     | Голи      | Матчі | Голи | Матчі  | Голи   |
| ----------------- | ----------------- | ----------------- | --------- | --------- | ----- | ----- | --------- | --------- | ----- | ---- | ------ | ------ |
| Шибеник           | 2017–18           | Друга ліга        | 20        | 0         | 0     | 0     | —         | —         | —     | —    | 20     | 0      |
| Шибеник           | 2018–19           | Друга ліга        | 23        | 6         | 1     | 0     | —         | —         | 2     | 0    | 26     | 6      |
| Шибеник           | 2019–20           | Друга ліга        | 17        | 0         | 3     | 0     | —         | —         | 0     | 0    | 20     | 0      |
| Шибеник           | 2020–21           | Перша ліга        | 31        | 2         | 1     | 0     | —         | —         | —     | —    | 32     | 2      |
| Шибеник           | Всього            | Всього            | 91        | 8         | 5     | 0     | —         | —         | 2     | 0    | 98     | 8      |
| Динамо (Загреб)   | 2021–22           | Перша ліга        | 15        | 1         | 2     | 0     | 5         | 0         | —     | —    | 22     | 1      |
| Динамо (Загреб)   | 2022–23           | ХФЛ               | 21        | 0         | 3     | 0     | 3         | 0         | 0     | 0    | 27     | 0      |
| Динамо (Загреб)   | 2023–24           | ХФЛ               | 23        | 4         | 2     | 1     | 12        | 2         | 1     | 0    | 38     | 7      |
| Динамо (Загреб)   | Всього            | Всього            | 59        | 5         | 7     | 1     | 20        | 2         | 1     | 0    | 87     | 8      |
| → Стандард        | 2024–25           | Про-ліга          | 30        | 1         | 2     | 0     | 0         | 0         | 0     | 0    | 32     | 1      |
| Ракув             | 2025–26           | Екстракляса       | 0         | 0         | 0     | 0     | 1         | 0         | 0     | 0    | 1      | 0      |
| Всього за кар'єру | Всього за кар'єру | Всього за кар'єру | 180       | 14        | 14    | 1     | 21        | 2         | 3     | 0    | 218    | 17     |

1. ↑  Матчі плей-оф на підвищення
2. ↑  1 матч в Лізі чемпіонів УЄФА, 4 матчі в Лізі Європи УЄФА
3. ↑  Матчі в Лізі чемпіонів УЄФА
4. ↑  3 матчі та 1 гол в Лізі чемпіонів УЄФА, 2 матчі в Лізі Європи УЄФА, 7 матчів та 1 гол в Лізі конференцій УЄФА
5. ↑  Матчі в Суперкубку Хорватії
6. ↑  Матчі в Лізі конференцій УЄФА

## Досягнення
«Шибеник»
- Переможець Першої ліги: 2019–20

«Динамо» (Загреб)
- Чемпіон Хорватії (3): 2021–22, 2022–23, 2023–24
- Володар Кубка Хорватії: 2023–24[29]
- Володар Суперкубка Хорватії (2): 2022[30], 2023[31]